# Ciudad de Lucena
El Ciudad de Lucena es un recinto deportivo ubicado en la Avd Santa Teresa, al este de Lucena, Córdoba, España. Fue inaugurado en septiembre de 1972, siendo propiedad del Ayto. de Lucena, donde jugaba el Atl. Lucentino Industrial, que luego pasó a llamarse Lucena CF hasta su desaparición. Actualmente, (temp. 2020/21) es el estadio del CD Ciudad de Lucena donde juega sus partidos como local en Tercera División. 
En el año 2020 ha jugado copa del rey frente al Sevilla F.C lo que ha sido un orgullo para la ciudad pese a haber perdido 3-0. En la temporada 24/25 se enfrentó al Leganés en un partido emocionante de copa del rey, donde el Ciudad de Lucena le dio guerra con un resultado de 2-1 para el Leganés. A pesar de la derrota, debido a la gran actuación del Lucena contra un equipo de la mejor liga de España (Laliga EAsports), el Ciudad de Lucena alegró la noche al pueblo de Lucena. 

## Historia
El estadio Municipal de Lucena fue inaugurado en septiembre del año 1972, cuatro después de la fundación del Atlético Lucentino, que hasta entonces había jugado sus partidos oficiales en el desaparecido estadio de La Fuensanta y en el Instituto Marqués de Comares.
El último partido disputado en este estadio fue contra el Talavera el 9 de marzo de 2008, correspondiente a la jornada 28 de Segunda división B grupo IV, con victoria local por 2 a 0, con goles de Dani Lanza y Diego Herrera.
Después se construiría el nuevo estadio que esta actualmente sin acabar.

## Ubicación
El estadio se encuentra en la Avd de Santa Teresa. Ocupa la manzana delimitada por la Avd. de Santa Teresa, Ronda del País Viejo y la calle de la Montilla. Hoy en día en este estadio se ha podido comprobar el ciudad de lucena es un equipo con mucho coraje y capaz de ponerle las cosas difíciles a equipos grandes como el Sevilla F. C.
- Datos: Q12388103